# Бенин на летних Олимпийских играх 1988
Бенин принимал участие в Летних Олимпийских играх 1988 года в Сеуле (Республика Корея) в четвёртый раз за свою историю, но не завоевал ни одной медали. Сборную страны представляли шесть мужчин и одна женщина, выступавшие в соревнованиях по дзюдо и лёгкой атлетике.

## Лёгкая атлетика
Спортсменов — 6
Мужчины
| Спортсмен                                                            | Вид               | Забег     | Забег | Полуфинал | Полуфинал | Четвертьфинал | Четвертьфинал | Финал     | Финал     |
| Спортсмен                                                            | Вид               | Результат | Место | Результат | Место     | Результат     | Место         | Результат | Место     |
| -------------------------------------------------------------------- | ----------------- | --------- | ----- | --------- | --------- | ------------- | ------------- | --------- | --------- |
| Исса Алассане-Уссени                                                 | 100м              | 10,72     | 3     | 10,83     | 8         | Не прошёл     | Не прошёл     | Не прошёл | Не прошёл |
| Исса Алассане-Уссени                                                 | 200м              | 21,74     | 4     | Не прошёл | Не прошёл | Не прошёл     | Не прошёл     | Не прошёл | Не прошёл |
| Жозе де Соуза                                                        | 110 м с барьерами | 15,05     | 7     | Не прошёл | Не прошёл | Не прошёл     | Не прошёл     | Не прошёл | Не прошёл |
| Фортун Огучи Патрис Махуликпонто Доссу Виньисси Исса Алассане-Уссени | Эстафета 4х100м   | 41,52     | 5     | Не прошли | Не прошли | Не прошли     | Не прошли     | Не прошли | Не прошли |

Женщины
| Спортсмен     | Вид  | Забег     | Забег | Полуфинал | Полуфинал | Четвертьфинал | Четвертьфинал | Финал     | Финал     |
| Спортсмен     | Вид  | Результат | Место | Результат | Место     | Результат     | Место         | Результат | Место     |
| ------------- | ---- | --------- | ----- | --------- | --------- | ------------- | ------------- | --------- | --------- |
| Фелисити Бада | 100м | 12,27     | 6     | Не прошла | Не прошла | Не прошла     | Не прошла     | Не прошла | Не прошла |
| Фелисити Бада | 200м | 25,42     | 6     | Не прошла | Не прошла | Не прошла     | Не прошла     | Не прошла | Не прошла |

## Дзюдо
Спортсменов — 1
| Доссу Даниэль Доху | До 71 кг |  | Штефен Штранц (FRG) пор. иппон | Закончил выступление | Закончил выступление | Закончил выступление | Закончил выступление | Закончил выступление | Закончил выступление | Закончил выступление | Закончил выступление | Закончил выступление | Закончил выступление |